# Brigade des Schreckens
Brigade des Schreckens (Originaltitel: Zombie Brigade) ist ein australischer Horrorfilm des Regieduos Carmelo Musca und Barrie Pattison aus dem Jahr 1986.

## Handlung
Der brachiale Grundstücksspekulant und Bürgermeister Harry Ransom, will aus seinem kleinen, verschlafenen Städtchen im australischen Hinterland einen Ort errichten, der die größte Attraktion der südlichen Hemisphäre beheimatet. Um sein Vorhaben umzusetzen, will er ausländisches Fremdkapital in Form des wohlhabenden japanischen Geschäftsmannes Kinoshita in den australischen Busch locken, um neben einem Motel und einer Reptilienfarm einen neuartigen Vergnügungspark namens „Robot Man Park“ zu errichten. Die wenigen Stadtabgeordneten erhoffen sich sagenhafte Renditen und befürworten daher den Plan des Bürgermeisters. Bei der Unterredung ist auch der junge Aborigine Jimmy anwesend, der die Herren bewirtet.
Ein örtlicher Soldatenfriedhof, auf dem gefallene und teils mit einem unbekannten Erreger infizierte Veteranen des Vietnamkrieges ruhen, steht dieser Unternehmung allerdings im Wege. Der selbstgerechte Ransom beschließt diesen umgehend umzusiedeln, da der entscheidende Besuch des Investors bevorsteht. Aus Zeitnot lässt er in Absprache mit den Ratsmitgliedern alle sichtbaren Zeichen der Ruhestätte zerstören. Auf seinen Befehl wird ein Heldendenkmal gesprengt sowie die Ewige Flamme gelöscht. Die Stadtväter sind sich sicher, dass kein Ungemach zu befürchten ist, weder von der Kriegsgräberfürsorge noch von anderen Institutionen.
Durch die Detonation wachen anfangs unbemerkt ein paar vampirähnliche, zu Zombies mutierte Vietnam-Soldaten auf, um sich als uniformierte Untote für ihre Ruhestörung an den Lebenden zu rächen. Irgendwann landet der japanische Ehrengast mitsamt seiner Übersetzerin und Geliebten Yoshie in dem Örtchen. Er wird mit allen Ehren empfangen und zu einer abendlichen Feier geladen. Hier lernt Jimmy, der die Gäste mit Spirituosen versorgt, Kinoshitas attraktive Assistentin kennen, die er wenig später vor Ransom beschützt, als dieser volltrunken versucht sich an ihr zu vergehen. In diesem Augenblick wird die Ortschaft von den lebenden Toten überrannt, diverse Einwohner sterben. Jimmy flüchtet mit Yoshie zu seinem Onkel abseits der Stadt. Hier werden die beiden Augenzeuge, wie der sonderbare Alte – er ist ebenfalls ein australischer Ureinwohner – mit Hilfe seiner beschworenen Stammesgeister einige anrückende Kreaturen eliminiert.
Das Städtchen ist derweil isoliert, aufgebrachte Untote haben die Stadt weitläufig vermint. Man versucht sich zunächst der zur nächtlichen Stunde stattfindenden Übergriffe zu erwehren. Taktische und strategische Überlegungen dominieren die Szenerie, als Jimmy den erstaunten Überlebenden von seinem Onkel und dessen altem Stammesritual erzählt. Der ungläubige Bürgermeister Ransom sieht seine Autorität gefährdet, er glaubt nicht an den „Wilden“. Doch Jimmy ist von den magischen Fähigkeiten seines Onkels überzeugt. Seiner Ansicht nach ist Charlie, so der Name des Mannes, in der Lage eine Schar Soldaten eines benachbarten Heldenfriedhofs zu erwecken und diese in den Kampf gegen die Monster zu führen. Und tatsächlich, in höchster Not marschieren die herbeigerufenen „guten“ Wesen ins Städtchen ein und beenden das blutige Treiben der Bestien. Inmitten der Kampfhandlungen wird auch der Großindustrielle Kinoshita getötet. Gleichzeitig drängen sie die Bösen in ihre Gräber zurück und befreien die Stadt von den Minen. Zuletzt brennen die von Charlie herbeigerufenen Wesen die Stadt als Vergeltungsmaßnahme für ihre Ruhestörung nieder.

## Kritiken
Das Lexikon des internationalen Films schrieb, der Film sei ein „primitiver Horror vor ungewohnter Kulisse.“